# Северно Измайлово (район на Москва)
Северно Измайлово е административен район на Източен окръг в Москва.
Северната му граница е Щелковското шосе, южната – Люляковият булевард (на руски: Сиреневый бульвар), източната – Московският околовръстен път.
В него се намират кино „София“, спортният комплекс „Трудови резерви“, търговският дом „Първомайски“, търговският център „Щелково“.